# Andalusia (Alabama)
Andalusia er en by i den sydlige del af staten Alabama i USA. Byen har 8.805 (2020) indbyggere og er administrativt centrum i det amerikanske county Covington County. Den blev grundlagt i 1841 .

## Ekstern henvisning
- Wikimedia Commons har flere filer relateret til Andalusia (Alabama)
- Officiel hjemmeside